# 呉 (三国)

呉
吳

孫呉の領域（右下）。

呉（ご、拼音: Wú、222年 - 280年）は、中国の三国時代に孫権が長江以南の揚州・荊州・交州に建てた王朝。姓は孫（そん）氏で、首都は建業（現在の南京付近）。孫呉（そんご）、東呉（とうご）とも呼ばれる。
222年というのは、それまで魏に対して称臣していた孫権が黄武という新しい元号を使い始め、魏からの独立を宣言した年である。正式には呉の建国としては孫権が皇帝に即位した229年を採る場合もある。しかし孫権が勢力を張ったのは父の孫堅・兄の孫策が築いたものを受け継いでのことであり、この項では孫堅の代から説明する。

## 歴史

### 孫堅の台頭と孫策の江東平定
孫堅の家は代々、呉郡富春県（現在の浙江省富陽区）の役人をしており、その家格は低く、家柄が重視されていた後漢の政界の中では軽視されていた（ただし韋昭の『呉書』によると、孫堅一族は『孫子』の著者孫武の末裔だと称して、代々小役人をつとめたと記している）。治世に各地の県丞を歴任した。しかし自らの実力をもって徐々に位を上げていき、黄巾の乱においては朱儁の配下に入り、功績を挙げて戦後に別部司馬（別働隊の指揮を執る武将）となった。戦後も辺章・韓遂の反乱鎮圧に功績を挙げて長沙太守に任ぜられた。
189年に洛陽で董卓が暴政を布いて関東諸豪族の反感を買い、反董卓連合軍が結成されると、孫堅も出兵。その中途で武陵太守の曹寅が光禄大夫の温毅の檄文を偽造し孫堅に送った。その檄文に則り荊州刺史の王叡・南陽太守の張咨らを殺害し、そのまま南陽に乗り込んだ袁術の配下に入った。
連合軍は初めから戦意に薄かったが、袁術と孫堅は董卓と一進一退の攻防を繰り返し、董卓の武将・華雄を討ち取り、呂布を撃退した。その後、董卓は洛陽を焼き払い、歴代皇帝の陵墓を荒らして西の長安へと去っていった。孫堅は主のいなくなった洛陽に入り、復興と陵墓の修復に当たった。また、これに前後して豫州刺史の孔伷が亡くなったため、孫堅は袁術の上表により、行破虜将軍（破虜将軍代行）・豫州刺史の位を得た。
しかし、袁紹は孫堅を豫州刺史と認めず、豫州刺史として周喁を送り込み、袁術・孫堅らと対立する。これによって連合軍は完全に崩壊し、袁術・孫堅は袁紹・周喁と豫州を巡って戦争になる。反攻の機会と見た董卓は洛陽を再占領するために朱儁を送り込むが、朱儁は董卓を裏切って袁術のもとに降伏し、中牟に駐屯した。

荊州刺史の劉表は反董卓連合軍が結成された当時は袁術との関係は良好だったが、二袁の争いで袁紹側についていたため、関係が悪化。袁術は劉表討伐に乗り出す。191年もしくは192年、孫堅は襄陽に侵攻し、劉表の部将である黄祖の軍を打ち破るが、追撃途中に流れ矢（一説には落石）に当たって死亡した（襄陽の戦い）。

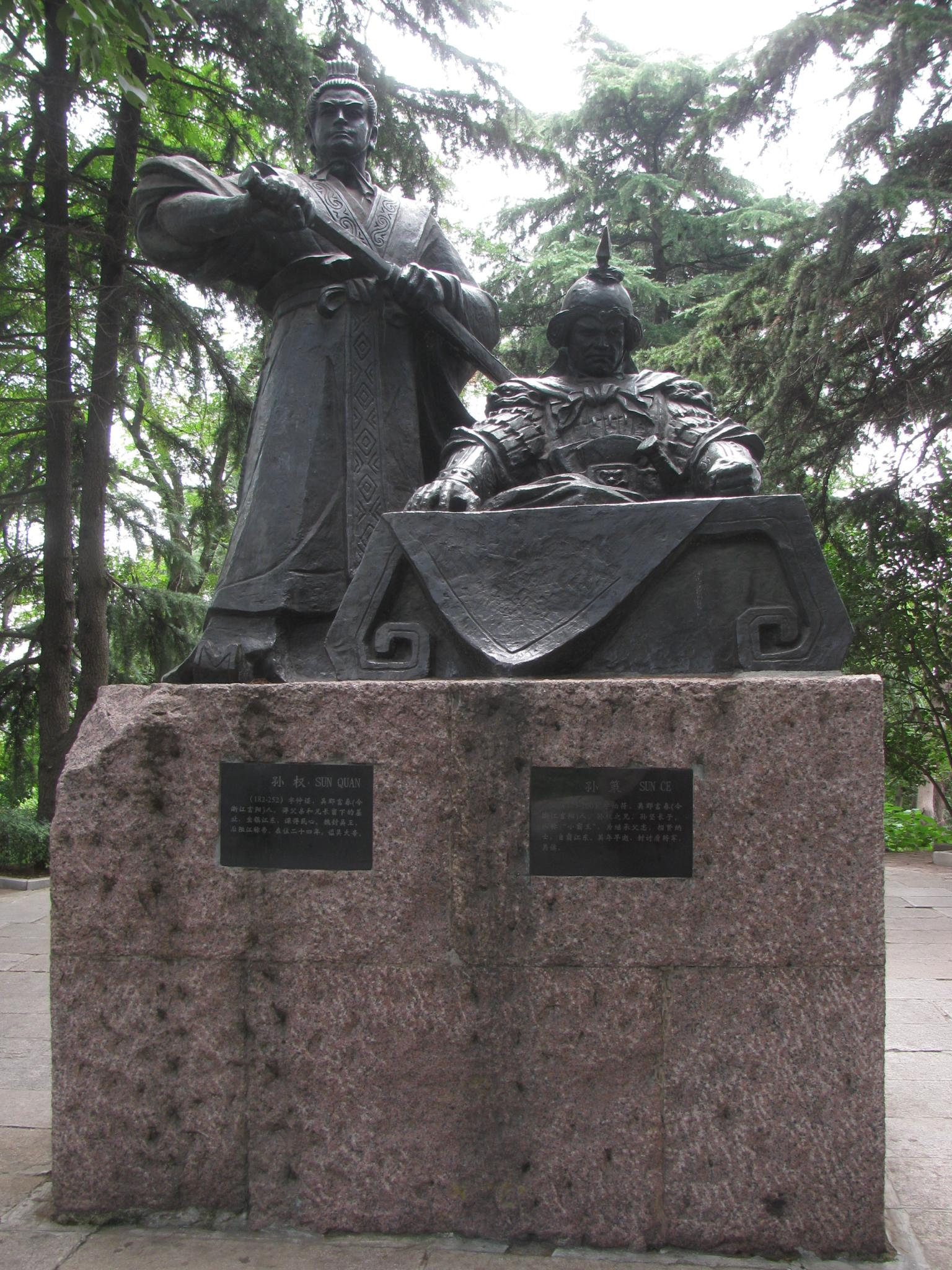
孫権と孫策（右）の像

孫堅亡き後、その軍団は甥の孫賁の指揮の元に袁術の旗下に入り、長男の孫策は兵を取り上げられ、全く力を失った。しかし父と同じようにその状況からのし上り、袁術から貰ったわずか1,000ばかりの兵を元に江東（長江の東、江蘇省・安徽省）の劉繇・王朗らを撃破、またたく間に江東を制覇した。孫策の周りには程普・黄蓋・韓当ら孫堅時代からの配下に加え、周瑜・太史慈・張昭・張紘・魯粛などの人材が集まり、その伸張ぶりから「項羽に似る」と評された（孫策の江東平定）。
197年、袁術が皇帝を僭称するということが起きた。大勢力を蓄え、もはや袁術に従う理由がなかった孫策にとってこれは渡りに船であり、袁術と絶交し、献帝を手中にして道義的正当性を手に入れていた曹操に付くことにした。曹操も四方に敵を抱えている状態であったのでこれを喜び、曹操の弟の娘が孫策の弟の孫匡に嫁ぐことで同盟が成立し、孫策は討逆将軍・呉侯の位を得た。孫策はさらに長江の北にいる劉勲を討ち、父の仇である黄祖を散々に打ち破った。
200年、北の曹操は袁紹との官渡の戦いに入り、首都の許昌の防衛はかなり薄かった。これに乗じて孫策は許都侵攻作戦を企てる。ところがその矢先、孫策はかつて殺した許貢の息子とその食客による襲撃を受け重傷を負い、命を落とす。曹操の幕僚である郭嘉は「孫策は江東を制覇したが、いまだしっかりとは治まっておらず、いずれ刺客により殺害されるだろう」と言っている。

### 孫権による継承と拡大
後を継いだのが、弟の孫権である。孫権は孫策から「兵を率いて戦に勝ち、天下を争うのは俺の方が上だが、人材を良く使って江東を守るのはお前の方が上だ」と評されていた。その言葉通り、孫権は巧みな人心掌握術で配下の者たちの心をつかみ、急激な膨張の後の孫策の死で分裂しかねなかった（実際に廬江太守の李術の自立や一族の孫輔・孫暠の謀叛などの事件が起こっている）孫呉勢力をよく治め、孫権の支配はひとまず安定した。
しかし、山間部の非漢民族である山越には、長く悩まされることになる。また、呉建国以前から居住していた漢民族は宗部・宗伍などと呼ばれ、呉は彼らの抵抗も排除しなければならなかった。宗部の中には山越と合流して抵抗を続けるものもいたので、この時期に山越と呼ばれた勢力を純粋な非漢民族と見なすことは出来ない。孫権政権時代に諸葛恪や陸遜や賀斉らが山越討伐で多大な功績を挙げている。208年、孫権は父の仇である黄祖を討伐し、遂に討ち取った。
その頃、北の曹操は官渡の戦いの勝利により旧袁紹領をすべて併呑し、華北をほぼ統一していた。更に中国統一を目指し、208年に軍を南下させてきた。荊州の劉表はすでに病死しており、その後を継いだ劉琮は曹操に対してすぐに降伏した。劉琮の降伏を受けた曹操は、劉表の元に身を寄せていた劉備を追い散らし、江東へと侵攻してきた。これに対して孫権は劉備と同盟を結び、周瑜・程普を大都督として赤壁で曹操軍と激突し、黄蓋の火攻めにより、これに勝利した（赤壁の戦い）。敗北した曹操は北に引き上げて、以後は華北の経営を中心に進めていき、長江以南での孫呉勢力の覇権が確立された。
更に孫権は曹操軍がいなくなった荊州をも領有しようと軍を出すが、荊州は劉表の長男の劉琦を立てて劉備が占拠していた。赤壁で主に戦ったのは孫呉であり、より多くの戦利品を得るべきと考えた孫権は、劉備に対して抗議するが、劉備はのらりくらりとこの追及をかわし、結局孫権は荊州北部の江陵のみを得ただけとなった。以後、このことは両者の間での懸案となるが、曹操との敵対状態が続いている中で劉備とも事を構えるのは無謀であると考えた孫権は、妹の孫夫人を劉備に嫁がせて友好関係を固めて、魯粛の提案に従い、荊州の数郡を劉備に貸し与えた。
その後、孫権は西の蜀を領有することを考えるが、準備中に総大将の周瑜が病死して計画は頓挫し、その隙に先を越されて蜀は劉備に占拠された。210年、孫権は歩騭を交州刺史に任命して交州に派遣し、士燮を服属させ、呉巨を謀殺した。212年にはそれまでの呉から建業へと拠点を移し、備えとして石頭城を築いた。この年からは連年、曹操との間に戦いが起こるが、双方共に戦果を得られなかった。
この頃、曹操は長江周辺を孫権に奪われるのを恐れて、長江周辺の住民を北方に移住させようとした。だが、強制移住を嫌がった長江周辺の十数万戸の住民が、長江を渡って江東（呉）に移住した。曹操は朱光を廬江太守として派遣し、盛んに開墾させ、不服住民に誘いをかけて魏に内応させようとした。214年、孫権は呂蒙・甘寧を率いて曹操領の皖城を降し、廬江太守の朱光を捕らえ、数万人の男女を捕らえた。
劉備が益州刺史の劉璋を攻め降して益州を領有すると、孫権は劉備に荊州の長沙・桂陽・零陵の3郡の返還を要求した。しかし、劉備は涼州を手に入れてから荊州の全領地を返すとして履行をさらに延期した。そこで業を煮やした孫権は、長沙・桂陽・零陵を支配するため役人を送り込んだが追い返されたので、軍隊を派遣し、長沙・桂陽・零陵を奪ってしまった。そこで、劉備も大軍を送り込み、全面戦争に発展しそうになった。だが、曹操が漢中に侵攻したので、劉備は孫権と和解し、長沙・桂陽を孫権に返還し、同盟友好関係が回復した。
217年、荊州の領有問題が長引いたことにより、劉備に対する不信感が増大した孫権は曹操と和睦して称臣し、荊州を守っていた関羽に対して呂蒙を配置し、対立の姿勢を打ち出した。219年、西の漢中では劉備が自ら曹操領に侵攻しており、関羽は援護のために曹操軍の荊州に於ける根拠地の樊城を攻めていた。これを好機と見た呂蒙は、関羽を油断させるために年若い陸遜を起用し、関羽が北にかかりきりになっている間に荊州を攻め落とし、関羽を捕らえて処刑した。これにより孫権は荊州の南部をすべて領有し、後の魏・呉・蜀の鼎立の基が定まった。

### 呉の建国

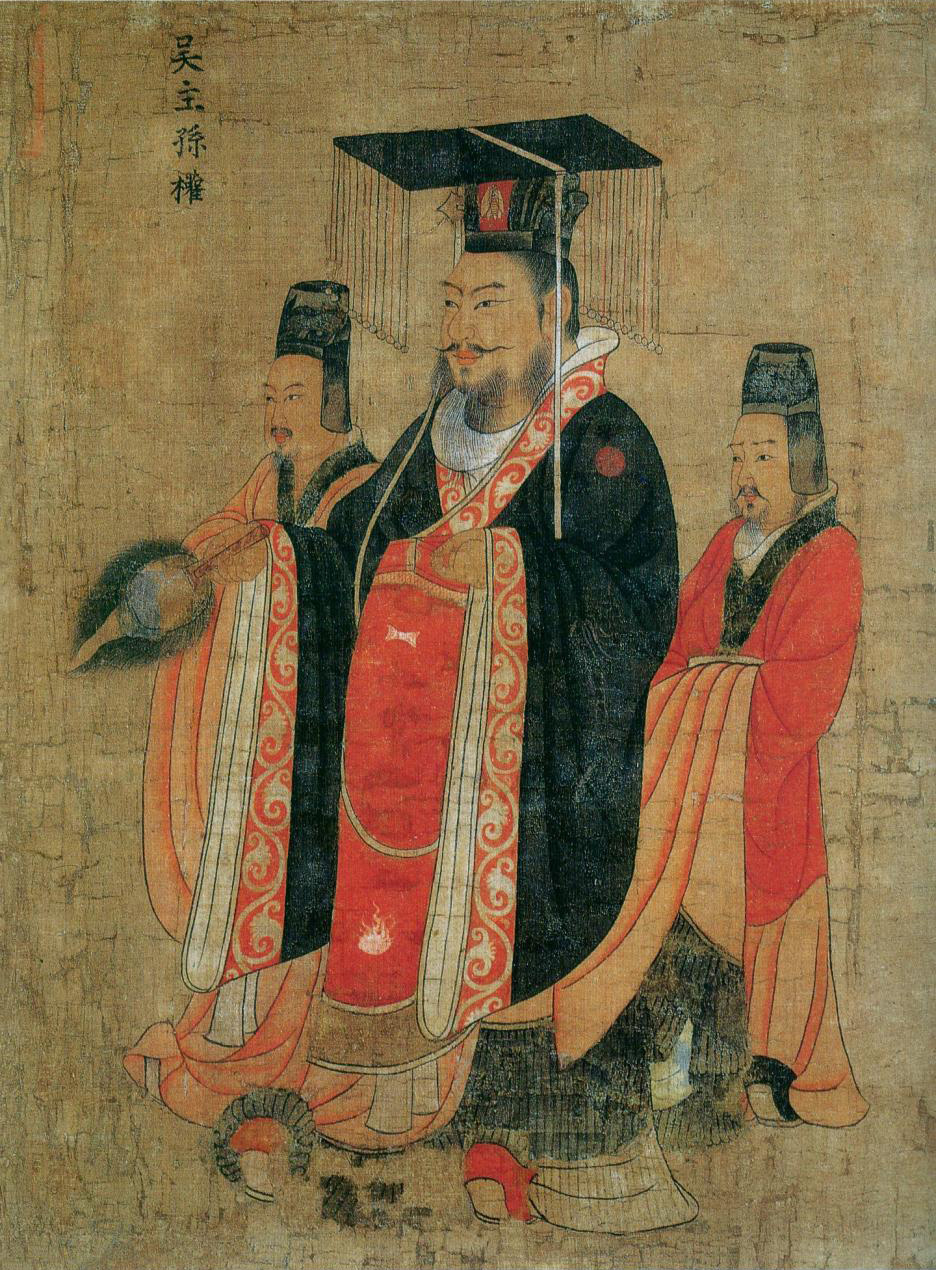
呉の大帝（孫権）。

220年に曹操が死去し、後継の曹丕が献帝より禅譲を受けて魏の皇帝を称した。呉は樊城の対岸である襄陽まで兵を進めたが、まもなく魏の曹仁に奪い返された。221年に劉備は魏に対抗して皇帝を名乗り、蜀漢を建てた。そして劉備と敵対することが決定的となった孫権は魏の曹丕に対して臣従し、呉王に封ぜられる。
そして劉備は関羽の仇を取り荊州を奪い返すべく呉に侵攻してきた。呂蒙は関羽を殺した後に程なくして病死しており、それに代わって陸遜が全軍の指揮を執り、蜀軍の弱点をつき大勝した（夷陵の戦い）。夷陵の戦いで大勝した孫権は、魏に臣従する必要もなくなったため、新しく黄武の元号を立てて魏から独立した。大敗した劉備は翌年の223年に病死し、その後を劉禅が継ぎ、諸葛亮が政治・軍事の全てを司るようになった。
その後、蜀漢と呉は再び和睦して魏に対抗するようになり、222年には、魏に3方向から攻められる（合肥の戦い）。だが朱桓が曹仁を破り、洞口呉軍が曹休・張遼・臧覇を破り、疫病が流行したため、魏軍は退却した。224年に魏は再び攻めてきたが、徐盛が長江沿岸に偽の城壁を築いていたため、これに驚いた魏は戦わずして退却した。
226年には呂岱が、それまで服属させていた交州（現在のベトナムトンキン周辺）を呉の直轄領に組み込み、南海貿易の利益を呉が独占することになった。一方、曹丕の死に乗じるため、江夏に侵攻し、高城を攻め落とした。
227年から蜀漢の諸葛亮による魏に対する北伐作戦が開始される。なお、実質的に両者の同盟は対等であるが、名目上は相互に自国を皇帝、相手国を王として扱っていたようである。228年、周魴が偽りの降伏を魏に申し出て、曹休を石亭に誘い出した。陸遜は朱桓・全琮を率いて曹休と戦い、大勝した（石亭の戦い）。
229年、孫権は皇帝に即位して元号を黄龍と改め、建業に遷都した。蜀漢では、原則論として孫権の即位を認めるべきではないから同盟を破棄すべきとの意見が続出したが、諸葛亮の説得で孫権の即位を認め、改めて対等同盟を結んだ。また、魏を打ち破った後のその支配区分として、徐州・豫州・幽州・青州は呉が、并州・涼州・冀州・兗州は蜀漢が支配するものとし、司隸は函谷関を境界線として、東は呉、西は蜀漢が占める取り決めをかわした。幽州は呉にとって飛び地となるが、これは海上からの侵攻を想定したものではないかといわれている。その後、孫権は遼東の公孫淵に使者を送って魏を挟撃しようとしたが失敗した。
また、東の夷洲・亶洲に探索と人を集めさせに衛温・諸葛直と兵1万を派遣したが、亶洲には辿り着けず、夷洲から数千人の住民を連れ帰っただけに終わった。231年、潘濬に命じて武陵蛮を討伐し、3年がかりでこれを鎮圧した。234年、蜀軍との同盟により、諸葛亮の北伐と共に合肥と荊州を攻めるが、同盟関係にある蜀両方でもこれを協力するために同時に軍を出した。魏軍がことに苦戦し、曹叡の親征軍を前に撤退、三国の間は膠着状態が続いた。
234年から237年、諸葛恪・陳表・顧承らは山越を討伐し、彼等を帰順させ、彼等の中から6万人の新兵を徴兵した。孫権は236年に五銖銭500枚、238年に五銖銭1000枚の価値を持つ貨幣を発行したが、『三国志』呉主伝の注に引く『江表伝』によれば246年に廃止した。

### 内政の混乱
孫権は張昭が没した236年頃からおかしくなり始め、まもなく側近の呂壱を重用し始め、在地豪族層の反感を買った。呂壱を処刑し分裂しかけていた家臣団をまとめなおした孫権は241年には全琮・朱然達に命じて大規模な北伐を行うが、失敗した（芍陂の役）。
245年、校尉の陳勲に命じて、屯田兵・工兵30000人を使って、運河を掘って小棋から雲陽西城までを結び、そこに交易所や食料倉庫を建てさせた。
241年の皇太子の孫登の死後、三男の孫和を新しく皇太子に立てたが、243年頃から四男の孫覇との間での継承争いが置き、家臣団が真っ二つになって争いあう事態となった。この時に孫権は孫和側に立っていた丞相の陸遜の権限を奪い去るということをした。このことで陸遜は245年に憤死し、その他の孫和派の重臣たちも流罪とされ、孫覇派が勝利した。しかしその後に孫覇派の重臣が死去したこともあって孫和派が持ち返し、内紛は泥沼化した（二宮事件）。
250年、孫権はようやく決断を下し、孫和を庶子に落とし、孫覇に対して自殺を命じ、皇太子には七男の孫亮を即けることにした。しかしこのことで呉内部の亀裂は修復不可能なものとなっており、後にそれが噴出することになる。
252年に孫権は崩御し、10歳で孫亮が皇帝となった。10歳児に政治が理解できるはずもなく、太傅・大将軍の諸葛恪が政権を握る。諸葛恪は孫権の死後を狙って侵攻してきた魏の胡遵・諸葛誕に大勝して声望を得る（東興の戦い）が、翌年の魏への侵攻は失敗に終わり、疫病で非常に多くの兵士が亡くなった。これで落ちた声望を回復するために国内の豪族勢力を押さえ込んで中央集権を志すが、これに不満を持った皇族の孫峻によるクーデターが起き、諸葛恪は殺された。
諸葛恪の死後、代わって孫峻が丞相となり政権を握る。孫峻は民衆の苦しみに関心を払わず、自分の権勢と奢侈のためだけに権力を振り回したため、不満を持った者たちが孫峻の暗殺を謀るも失敗に終わった。結局孫峻は256年に唐突に（諸葛恪に殴られる夢を見て、恐ろしさのあまり）死去し、その権力は従弟の孫綝に引き継がれる。
孫綝は反対勢力を潰して政権を握るが、この頃になると孫亮にも自覚が芽生え始め、自らの政治を行おうと考え始める。258年、魏で諸葛誕の反乱が起きる。これに孫綝は介入するが失敗に終わった。孫綝の影響力が低下したことを見た孫亮は孫綝の排除を図るが、逆に孫綝により廃位され、孫権の六男の孫休が代わりに擁立された。
孫休は即位すると、巧みに孫綝への反感を覆い隠して孫亮のように廃位されることを避け、孫綝が油断したところでクーデターを起こして孫綝を誅殺した。親政を始めた孫休は五経博士の設置、農政・治水事業、汚職の追及など立て続けに改革を打ち出し、衰退に向かっていた呉を一時的に食い止めた。しかしその後の孫休は学問とキジ狩りに没頭するようになり、政治は重臣の濮陽興と張布に任せきりとなった。

### 魏・晋の圧迫と滅亡
263年、魏の司馬昭が派遣した軍により蜀の都の成都が陥落し、遂に三国の一翼が崩れた（蜀漢の滅亡）。同時に呉では交州が離反した。魏の蜀侵攻に対して呉からも兵を送り、蜀の救援、それがだめなら蜀の領土を少しでも奪うことを目指したが、いずれも失敗し、強大化した魏（司馬氏政権）とまともに国境を接することになった。
翌年に孫休が崩御し、孫休の子供はまだ幼いことから孫権の三男で廃太子であった孫和の子の孫晧が擁立された。孫晧は聡明な文武両道の人物と謳われており、擁立した濮陽興と張布の期待もそこにかかっていた。しかしこれは呉にとって最悪の決定であった。
孫晧はまず、閣僚の一新と父の孫和への皇帝号の追号をし、食料開放による貧民救済などを行ったが、その後刑法を乱用し孫休の妻と息子たちを皆殺しにし、莫大な費用を投じて武昌への遷都を行いそこに壮麗な宮殿を建てた末、その翌年には再び建業へと都を戻すということを行った。
武昌への遷都を行った265年、司馬炎が魏の皇帝曹奐より禅譲を受けて晋を建てた。呉にとっては幸いなことに司馬炎即位直後の晋ではすぐに遠征軍を繰り出すことはせず、呉は孫晧の政治で腐敗はしていたが、まだしばらくの平和を得た。
271年、虞汜・陶璜らは交州の晋軍を破り、交阯郡・九真郡・日南郡を取り戻した。

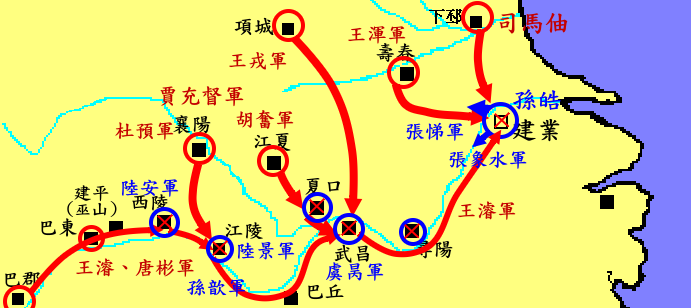
西晋の孫呉攻略。

この頃になると国内では孫晧に対する反乱も起きるようになるが、孫晧は省みずに後宮に数千という美女を集め、逆らう家臣は拷問して殺していた。そんな中で陸遜の息子の陸抗や朱績や丁奉が呉の防衛を支えていた。272年には歩闡が呉に背き、西晋に寝返ったが、陸抗がこの反乱を鎮圧した（西陵の戦い）。270年に朱績が、271年には丁奉が、さらに274年に陸抗が死去すると、もはや呉には柱石となる人材はいなくなった。
そして279年、広州で郭馬が反乱を起こした。反乱を鎮圧できないでいるうちに、晋は20万という大軍を繰り出して呉へ侵攻してきた。呉の将兵には孫晧に見切りをつけ、戦わずして晋に降る者も多く、280年3月に晋軍は建業に達して孫晧は降伏、呉は滅亡した。

### 孫氏のその後
呉が晋に降伏すると、晋の武帝（司馬炎）は詔勅を出し、孫晧を帰命侯に封じた。太子であった孫瑾は中郎に任命され、子のうちで王に封じられていたものについては郎中に任命した。284年に孫晧は42歳で死去し、河南県において葬られた（『呉録』）。
孫氏一族はその後も、晋の朝廷に仕え続け、西晋・東晋において名士を輩出する。以前に西晋へ亡命した孫秀は伏波将軍に任じられ、孫楷は度遼将軍に任じられた。八王の乱に際して、孫晧の子の孫充は、反乱軍から呉王に祭り上げられた後に殺された。同族の孫恵（孫賁の曾孫）は司馬冏・司馬穎・司馬越に仕え、懐帝を皇帝に擁立したため、臨相公に封ぜられた。孫拯（孫河の曾孫）は陸機の下で司馬に任じられたが、陸機の冤罪を訴え続けたため、303年に陸機とともに三族皆殺しとなった。東晋の時代で、孫晧の子の孫璠は東晋の元帝に対して謀反を起こしたが、鎮圧され殺された。一族の孫晷（孫秀の曾孫）は地元の名士として知られていたが、仕官せず在野の士として一生を終えた。孫権の族孫娘の一人の定夫人は良妻賢母として知られ、240年に生まれ、334年に95歳の長寿で亡くなったという。
呉の滅亡後、民は呉に対して感情を抱いていた一方、西晋を認めないことは多く、当時の俚諺にこう言われた「宮門柱 且莫朽 呉当復 在三十年後」「中国（中原）当敗呉当復」。

## 呉の政治
呉は、揚州の非漢民族である山越を何度も討伐し、降伏した山越の民を呉の戸籍に組み込み、兵士としての資質の高い者を大量に徴兵した。
魏の鄧艾は「呉の名家・豪族はみな私兵を所有し、軍勢・勢力を頼れば、独立できる力を持っている」と述べている。
川勝義雄は「呉の将軍は親子兄弟間で兵の世襲が認められていた。この制度は世兵制と呼ばれている。呉の将軍達は世襲を許された私兵的な屯田軍を持ち、未開発地域で厳しい軍政支配を行っていた。屯田軍は土地開発（開拓）の尖兵であった」としている。

また、官吏のトップに着いた者達については

## 呉の経済
呉の税制については様々な議論があるが、戦乱からの再建の中で布帛納の戸調制に切り替えた魏や北伐を行うための財政制度の構築を目指した蜀と異なり、戦乱の影響が少なく、銅山などを抱えていた呉は後漢の税制（銭納の重視）や貨幣経済の影響を一番強く残していたとみられている。
呉の皇帝の孫権は236年に五銖銭500枚、238年に五銖銭1000枚の価値を持つ貨幣を発行し、貨幣経済の充実に努めた。呉の貨幣は晋に降伏した後も用いられたらしく、東晋では呉の貨幣が流通して魏や晋の貨幣と混用されて五銖銭1枚の価値をもって流通していた（『晋書』食貨志）。

## 呉の研究
20世紀に入り、呉に関連した考古学上の発見が相次いだ。1984年に南京市近郊の馬鞍山で発見された呉の将軍朱然の墓や、1996年に長沙市で発見された10万枚以上の簡牘（走馬楼呉簡）などにより、呉の文化や地方政治について研究が続けられている。2006年には、呉の時代に作られたと見られる古墓が南京市で発見された。

## 歴代皇帝

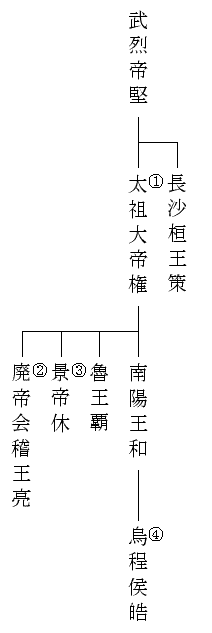
呉の系図

| 諡号            | 廟号 | 姓名 | 在位          | 元号 |
| --------------- | ---- | ---- | ------------- | --- |
| 大帝            | 太祖 | 孫権 | 222年 - 252年 | 黄武 222年 - 229年 黄龍 229年 - 231年 嘉禾 232年 - 238年 赤烏 238年 - 251年 太元 251年 - 252年 神鳳 252年                                       |
| 会稽王 （廃帝） | －   | 孫亮 | 252年 - 258年 | 建興 252年 - 253年 五鳳 254年 - 256年 太平 256年 - 258年                                                                                        |
| 景帝            | －   | 孫休 | 258年 - 264年 | 永安 258年 - 264年 |
| 末帝            | －   | 孫晧 | 264年 - 280年 | 元興 264年 - 265年 甘露 265年 - 266年 宝鼎 266年 - 269年 建衡 269年 - 271年 鳳凰 272年 - 274年 天冊 275年 - 276年 天璽 276年 天紀 277年 - 280年 |

## 系図
| 始祖武烈帝堅 | 始祖武烈帝堅 | 始祖武烈帝堅 | 始祖武烈帝堅 | 始祖武烈帝堅 | 始祖武烈帝堅 |  |  | 長沙桓王策  | 長沙桓王策  | 長沙桓王策  | 長沙桓王策  | 長沙桓王策  | 長沙桓王策  |  |  |               |          |          |          |          |          |  |  |           |           |           |           |           |           |
| 始祖武烈帝堅 | 始祖武烈帝堅 | 始祖武烈帝堅 | 始祖武烈帝堅 | 始祖武烈帝堅 | 始祖武烈帝堅 |  |  | 長沙桓王策  | 長沙桓王策  | 長沙桓王策  | 長沙桓王策  | 長沙桓王策  | 長沙桓王策  |  |  |               |          |          |          |          |          |  |  |           |           |           |           |           |           |
|              |              |              |              |              |              |  |  |             |             |             |             |             |             |  |  |               |          |          |          |          |          |  |  |           |           |           |           |           |           |
|              |              |              |              |              |              |  |  | 1太祖大帝権 | 1太祖大帝権 | 1太祖大帝権 | 1太祖大帝権 | 1太祖大帝権 | 1太祖大帝権 |  |  | 南陽王和      | 南陽王和 | 南陽王和 | 南陽王和 | 南陽王和 | 南陽王和 |  |  | 4烏程侯晧 | 4烏程侯晧 | 4烏程侯晧 | 4烏程侯晧 | 4烏程侯晧 | 4烏程侯晧 |
|              |              |              |              |              |              |  |  | 1太祖大帝権 | 1太祖大帝権 | 1太祖大帝権 | 1太祖大帝権 | 1太祖大帝権 | 1太祖大帝権 |  |  | 南陽王和      | 南陽王和 | 南陽王和 | 南陽王和 | 南陽王和 | 南陽王和 |  |  | 4烏程侯晧 | 4烏程侯晧 | 4烏程侯晧 | 4烏程侯晧 | 4烏程侯晧 | 4烏程侯晧 |
|              |              |              |              |              |              |  |  |             |             |             |             |             |             |  |  |               |          |          |          |          |          |  |  |           |           |           |           |           |           |
|              |              |              |              |              |              |  |  |             |             |             |             |             |             |  |  | 魯王覇        |          |          |          |          |          |  |  |           |           |           |           |           |           |
|              |              |              |              |              |              |  |  |             |             |             |             |             |             |  |  |               |          |          |          |          |          |  |  |           |           |           |           |           |           |
|              |              |              |              |              |              |  |  |             |             |             |             |             |             |  |  |               |          |          |          |          |          |  |  |           |           |           |           |           |           |
|              |              |              |              |              |              |  |  |             |             |             |             |             |             |  |  | 3景帝休       |          |          |          |          |          |  |  |           |           |           |           |           |           |
|              |              |              |              |              |              |  |  |             |             |             |             |             |             |  |  |               |          |          |          |          |          |  |  |           |           |           |           |           |           |
|              |              |              |              |              |              |  |  |             |             |             |             |             |             |  |  |               |          |          |          |          |          |  |  |           |           |           |           |           |           |
|              |              |              |              |              |              |  |  |             |             |             |             |             |             |  |  | 2廃帝会稽王亮 |          |          |          |          |          |  |  |           |           |           |           |           |           |
|              |              |              |              |              |              |  |  |             |             |             |             |             |             |  |  |               |          |          |          |          |          |  |  |           |           |           |           |           |           |